# Билоног, Дмитрий Иванович
Дми́трий Ива́нович Билоно́г (укр. Дмитро Іванович Білоног; род. 26 мая 1995, Черкассы) — украинский футболист, полузащитник клуба «Вахш».

## Карьера

### Клубная
Дмитрий Билоног родился в городе Черкассы, Украина, 26 мая 1995 года. В 12-летнем возрасте попал в академию донецкого «Шахтёра». С 2013 года также выступал в составе команды «Шахтёр-3». За основную команду так и не сыграл ни одного матча. 31 августа 2015 года, в последний день трансферного окна перешёл в российский клуб «Урал» из Екатеринбурга. В команде взял себе номер 77. Про свой переход Билоног сказал следующее:

Решил уйти из «Шахтера», так как не видел в этом клубе для себя каких-то серьёзных перспектив. Считаю, что слабо там прогрессировал, так как играл не на том уровне, на котором могу. Это мое мнение. Считаю, что выступление в чемпионате России даст мне больше шансов продвинуться в развитии своей карьеры. Впечатления от «Урала» очень хорошие. Это хорошая команда, которая играет в футбол, а не просто бьет мяч вперед. Тут есть все возможности, чтобы прогрессировать. Коллектив нормально меня принял. Инфраструктура клуба мне понравилась! Над предложением «Урала» практически не думал. Как только оно поступило, сразу же приехал в Екатеринбург.— Дмитрий Билоног, 1 сентября 2015
Свой первый матч в футболке «Урала» провёл 21 сентября 2015 года в рамках 9 тура чемпионата России 2015/16 против «Краснодара». На 89-й минуте Билоног заменил полузащитника «шмелей» Чисамбу Лунгу. В июле 2016 года на правах аренды перешёл в кропивницкую «Звезду». Проведя в Кропивницком год, летом 2017 года вернулся в «Урал», однако за полсезона ни разу не появился на поле в составе основной команды, после чего, зимой 2018 года вновь стал игроком «Звезды», на этот раз подписав с клубом полноценный контракт.
В 2019 году, на правах свободного агента, перешёл в минское «Динамо»

### В сборной
С 2010 по 2014 годы Билоног выступал за различные юношеские сборные Украины.